# Substance (artiste)
Substance, de son vrai nom Peter Kuschnereit, est un musicien allemand producteur de musique électronique. Il est aussi connu sous le pseudonyme de DJ Pete et fait partie du groupe Scion qu'il a formé avec Vainqueur (de son vrai nom René Löwe). Le label Scion Versions regroupe leurs compositions conjointes produites sous le nom Substance & Vainqueur.

## Discographie
Sur Chain Reaction
- Relish (1996)
- Scent / Relish Sessions (1997)
- Session Elements (1998)

Avec Vainqueur, sous le pseudonyme Scion
- Emerge (1995)

Avec Vainqueur, sous le pseudonyme Substance & Vainqueur
- Surface / Immersion (2006)
- Reverberation / Reverberate (2007)
- Libration / Resonance (2007)
- Emerge (2008) (réédition du maxi original sorti en 1995 sur Chain Reaction)